# The Hour Before the Dawn
The Hour Before the Dawn (bra: A Hora Antes do Amanhecer) é um filme estadunidense de 1944, dos gêneros drama bélico e espionagem, dirigido por Frank Tuttle, estrelado por Veronica Lake e Franchot Tone, e coestrelado por John Sutton e Binnie Barnes. O roteiro de Michael Hogan e Lesser Samuels foi baseado no romance homônimo de 1942, de W. Somerset Maugham.
A trama retrata a história de um objetor de consciência na Inglaterra durante a Segunda Guerra Mundial, que desenvolve suspeitas sobre sua elegante esposa, acreditando que ela pode estar colaborando com os nazistas.

## Sinopse
Durante a Segunda Guerra Mundial, Dora Bruckmann (Veronica Lake), uma refugiada austríaca, começa a viver na Inglaterra com a família Hetherton, que a acolhe e mantém sua identidade anônima. O pacifista e objetor de consciência Jim Hetherton (Franchot Tone), filho mais velho da família, desenvolve afeto por ela e eventualmente se casa para evitar que ela seja enviada de volta. No entanto, o que ele e o restante não sabem é que Dora é, na verdade, uma espiã nazista, coletando informações para auxiliar no planejado ataque de Hitler à Inglaterra.

## Elenco
- Veronica Lake como Dora Bruckmann
- Franchot Tone como Jim Hetherton
- John Sutton como Roger Hetherton
- Binnie Barnes como May Hetherton
- Henry Stephenson como General Hetherton
- Philip Merivale como Sir Leslie Buchnannan
- Nils Asther como Kurt van der Breughel
- Edmund Breon como Freddy Merritt
- David Leland como Tommy Hetherton
- Aminta Dyne como Hertha Parkins / Sra. Müller

## Produção
O romance homônimo foi lançado em 1942. Os direitos cinematográficos da história foram adquiridos pela Paramount Pictures quando o projeto ainda estava em forma de rascunho, antes do ataque a Pearl Harbor. Apesar de tornar-se um best-seller quando publicado, a Paramount hesitou em produzir um filme baseado no livro, pois tratava de um longa-metragem objetor de consciência – algo considerado aceitável para a audiência estadunidense enquanto os Estados Unidos eram neutros, mas não após. No entanto, com o passar do tempo, os executivos começaram a acreditar que o público poderia se identificar com um filme sobre um objetor genuíno, pois essa era uma das liberdades pelas quais os Aliados estavam lutando.
Inicialmente, Ray Milland e Vera Zorina foram escalados para os papéis principais. John Loder foi cogitado pela Paramount para um papel, mas sua contratação não seguiu adiante. Richard Aldington estava programado para adaptar a história, enquanto Tess Slesinger e Frank Davis escreveriam o roteiro. Durante um dia de filmagem, o diretor Frank Tuttle atuou como o dublê de John Sutton.
O filme foi a primeira produção cinematográfica de William Dozier, que trabalhou como editor na Paramount por vários anos. As filmagens começaram em abril de 1943. Devido às restrições de iluminação da época, as cenas noturnas foram gravadas em Phoenix, no Arizona.

## Recepção
Stephen Vagg, em sua crítica para a revista Diabolique, escreveu que o filme "teve um desempenho fraco nas bilheteiras, e Lake foi amplamente responsabilizada. No entanto, a culpa não recai realmente sobre ela. Sim, ela não é muito boa, desconfortável com o sotaque, e não é realmente capaz de transmitir muita profundidade, mas há outros no elenco que foram ainda piores".